# Li-2
Li-2 (ros. Ли-2) – samolot transportowy, pasażerski i bombowy produkcji radzieckiej z okresu II wojny światowej. Adaptacja amerykańskiego projektu samolotu Douglas DC-3.

## Historia

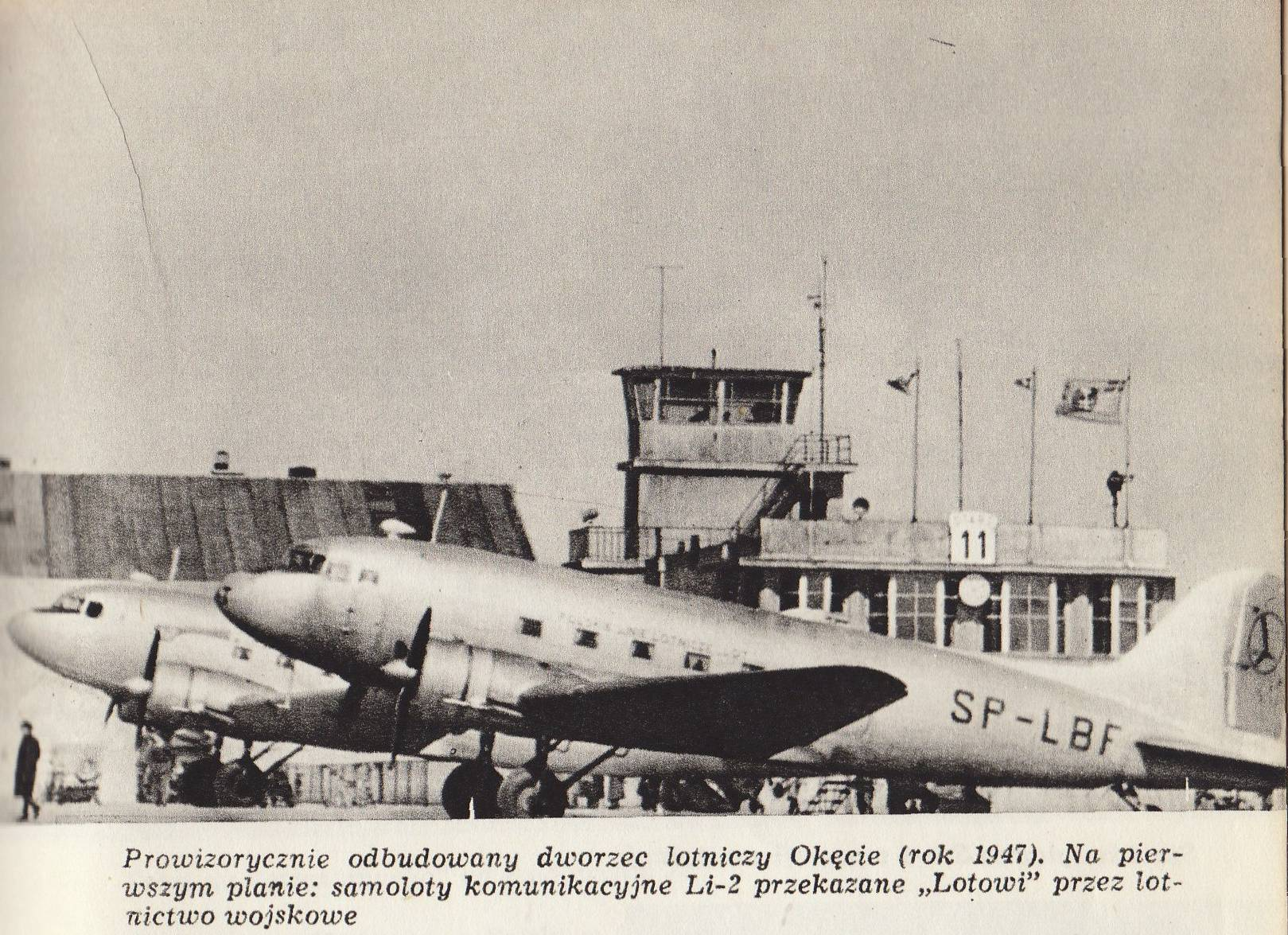
Li-2 w barwach LOTu na lotnisku Okęcie w Warszawie

30 listopada 1937 roku ZSRR zakupił licencję na produkcję amerykańskiego samolotu komunikacyjnego Douglas DC-3 w wersji DC-3-196. Jego konstrukcja nie odpowiadała jednak w pełni wymaganiom użytkowników. Z tego powodu pod kierunkiem Władimira Miasiszczewa dokonano adaptacji projektu, dostosowania do radzieckich możliwości i przystosowania dokumentacji do systemu metrycznego, zaokrąglając wielkości w górę. Adaptacja obejmowała wzmocnienie konstrukcji płatowca i przystosowanie go do przewozu cięższych ładunków, zmieniono rozmieszczenie drzwi wejściowych, zmniejszono również rozpiętość płata i powierzchnię nośną. Przystosowano kadłub do instalacji grzbietowej wieżyczki strzeleckiej. Zmieniono napęd samolotu – zastosowano silniki M-62 o mocy 840 KM. Samolot otrzymał oznaczenie PS-84 i pod koniec 1939 roku uruchomiono jego produkcję w Wytwórni Lotniczej nr 84 w Chimkach pod Moskwą. Na początku 1941 roku zmieniono oznaczenie maszyny na Li-2, od nowego głównego konstruktora Borysa Lisunowa. Ogółem wyprodukowano ok. 3000 sztuk samolotu w różnych odmianach, najwięcej – w wersji transportowej Li-2G (Li-2T). Produkcję zakończono na przełomie lat 1946 i 1947.

### Wersje produkcyjne
- PS-84 – początkowe oznaczenie samolotu transportowego
- Li-2P – komunikacyjny dla 14-28 pasażerów
- Li-2G (lub Li-2T) – transportowy do przewożenia 2800 kg ładunku lub 26 spadochroniarzy. Mógł także holować szybowce desantowe
- Li-2GP – transportowo-pasażerski dla 10 pasażerów i 1200 kg ładunku
- Li-2(S) – dalekiego zasięgu do przerzutu grup dywersyjnych na zaplecze frontu
- Li-2(B) – bombowy uzbrojony w 3 km-y SzKAS i 1500 kg bomb
- Li-2F – samolot aerofotogrametryczny
- Li-2W – wariant wysokościowy.

## Służba
Na początku 1940 roku nowe samoloty weszły na wyposażenie Aerofłotu i pułków transportowych lotnictwa wojskowego. W czasie II wojny światowej były wykorzystywane na wszystkich frontach: przewoziły zaopatrzenie, holowały szybowce desantowe i służyły do desantowania spadochroniarzy.
Wersja bombowa weszła w trakcie wojny z Niemcami na wyposażenie lotnictwa dalekiego zasięgu, przekształconego 6 grudnia 1944 w 18. Armię Powietrzną – w maju 1945 roku Li-2 z 593 sztukami był jej najliczniejszym typem samolotu.

## Służba w lotnictwie polskim
W polskim lotnictwie wojskowym używano 20 maszyn Li-2 w wersjach: transportowej Li-2T oraz pasażerskiej Li-2P, z tego 10 wypożyczono na pewien czas firmie PLL LOT. Wojsko eksploatowało te samoloty do 1973 r. W PLL LOT eksploatowano łącznie 40 maszyn w wersji pasażerskiej Li-2P z 24 miejscami dla podróżnych (w tej liczbie 9 maszyn DC-3) oraz transportowe Li-2T. W PLL LOT samoloty Li-2 były w użyciu do 1967 r. Trzy egzemplarze Li-2 w pierwszej połowie lat 60. XX w. przebudowano na wersję aerofotogrametryczną. 25 sierpnia 1960 r. we wsi Lignowy w okolicach Tczewa w czasie technicznego lotu aerofotogrametrycznego bez pasażerów wskutek pęknięcia konstrukcji lewego skrzydła samolot PLL LOT Lisunow Li-2P SP-LAL (Lucynka) uległ katastrofie, spadając z wysokości około 2000 m, zginęło wówczas 5 członków załogi i dwie osoby towarzyszące. Wypadek ten spowodował, że ze stanu PLL LOT zostało skasowane 16 samolotów Li-2 z nalotem większym niż 5000 h.